# Na’vi-Sprache
Die Na’vi-Sprache ist eine konstruierte, fiktionale Sprache. Sie wird von den Na’vi, Ureinwohnern des Mondes Pandora, in der Filmreihe Avatar (mit den beiden bisherigen Filmen Avatar – Aufbruch nach Pandora und Avatar: The Way of Water) gesprochen. Sie wurde von dem Linguisten Paul Frommer für diesen Film entwickelt. Na’vi sollte von den Darstellern aussprechbar sein, aber keiner menschlichen Sprache ähneln.

## Aussprache und Alphabet
Der Apostroph (’) ist ein Stimmabsatz (Glottisschlag) wie im Deutschen zwischen den zwei e des Wortes „beeilen“ oder wie die Pause zwischen dem a und dem o des Wortes „Aorta“. Das y wird wie j gesprochen, und das ì ist ein kurzes [ɪ] wie in Mitte. Das w wird wie ein englisches w gesprochen, das v mehr wie ein deutsches w wie in Wasser oder Vase.
Das z wird wie ein stimmhaftes s in Rose, ein s wird stimmlos wie in Essen gesprochen.
Bei tx, kx und px (sog. Ejektive) wird der Anfangslaut mit viel Druck ausgesprochen, dann folgt eine kurze Pause und erst dann beginnt der Vokal mit einem Knacklaut (man spricht den Buchstaben K, T, oder P praktisch aus, während man gleichzeitig die Luft anhält). Das bedeutet, das x selbst bezeichnet nur diese ejektive Aussprache, hat aber selbst keinen Lautwert.
In manchen Fällen wird die Betonung durch einen Akzent über dem Vokal angezeigt (dies geht aber beim ä und beim ì nicht).

### Vokale
|             | vorne | zentral | hinten         |
| ----------- | ----- | ------- | -------------- |
| geschlossen | i [i] |         | u [u] oder [ʊ] |
| geschlossen | ì [ɪ] |         | u [u] oder [ʊ] |
| mittel      | e [ɛ] |         | o [o]          |
| offen       | ä [æ] | a [a]   |                |

Außer den sieben Vokalen gibt es vier Diphthonge aw [aw], ew [εw], ay [aj], ey [εj].
Zu den Vokalen muss man auch die beiden Doppellaute rr [r̩] und ll [l̩] rechnen, die anstelle eines Vokals silbenbildend vorkommen.
Generell wird das u [u] wie in gut oder Stuhl gesprochen. Nur wenn das u in einer geschlossenen Silbe vorkommt, kann es auch als [ʊ] wie in und oder Umleitung geformt werden.

### Konsonanten
|           | Labial      | Alveolar    | Palatal | Velar      | Glottal |
| --------- | ----------- | ----------- | ------- | ---------- | ------- |
| Ejektive  | px [pʼ]     | tx [tʼ]     |         | kx [kʼ]    |         |
| Plosive   | p [p]       | t [t]       |         | k [k]      | ’ [ʔ]   |
| Affrikate |             | ts (c) [t͡s] |         |            |         |
| Frikative | f [f] v [v] | s [s] z [z] |         |            | h [h]   |
| Nasale    | m [m]       | n [n]       |         | ng (g) [ŋ] |         |
| Liquide   | w [w]       | r [ɾ] l [l] | y [j]   |            |         |

### Lenisierung
Vorsilben für die verschiedenen Pluralbildungen lösen Lenisierung (auch Lenierung, Erweichung oder Lenition) aus, das bei einigen Anfangskonsonanten eine Veränderung bewirkt.
Im folgenden Beispiel ändert sich das t zu s:
tokx (ein Körper) → aysokx oder sokx (viele Körper)
Bei Wörtern, die auf diese Weise erweicht werden können, kann die Pluralkennzeichnung ay wegfallen, allerdings nur, wenn keine Mehrdeutigkeit verursacht wird, was mit Adpositionen auftreten kann, die ebenfalls Lenierung auslösen, so sind diese Substantive als Singular anzusehen, sofern die Mehrdeutigkeit nicht anders behoben wird.
| ursprünglich | erweicht |
| ------------ | -------- |
| px           | p        |
| tx           | t        |
| kx           | k        |
| p            | f        |
| ts           | s        |
| t            | s        |
| k            | h        |
| '            | -        |

Die Erweichung kommt außer in den verschiedenen Pluralformen der Nomen auch nach bestimmten Präpositionen wie mì (in) vor.

### Betonung
Welche Silbe eines Wortes betont wird, ist in Na'vi nicht vorhersehbar und sollte daher (falls bekannt) in Lernmaterialien durch das Unterstreichen der betonten Silbe dargestellt werden.
Teilweise wird auch ein Akut (´) auf der betonten Silbe verwendet, was allerdings zu Verwechslungen mit dem Akzent (Gravis auf dem ì) führen kann und daher möglichst vermieden werden sollte.

## Substantive

### Numerus
Mit Hilfe von Vorsilben wird die Anzahl von Dingen oder Lebewesen derselben Art angegeben:
- me- für genau zwei (Dual)
- pxe- für genau drei (Trial)
- ay- unbestimmte Anzahl (Plural)

Für weitere genaue Zahlangaben, siehe Zahlen der Na'vi.
Der Singular verfügt dabei über kein solches Präfix.
Beispiel:
- nari (Auge) → menari (zwei Augen), pxenari (drei Augen), aynari (viele Augen)
- taronyu (Jäger) → mesaronyu (zwei Jäger), pxesaronyu (drei Jäger), aysaronyu (viele Jäger)

Bei Verwendung der Vorsilben ay-, me- und pxe- ist zu beachten, dass sich der folgende Anfangskonsonant verändern kann (siehe Lenisierung).

### Genus
Es gibt kein grammatisches Genus. Das biologische Genus kann aber bei Lebewesen durch ein Suffix angezeigt werden.
- männlich: -an
- weiblich: -e (Diese Endung verursacht manchmal eine Betonungsveränderung.)

Beispiel:
- tsmukan (Bruder)
- tsmuke (Schwester)

Das Pronomen der dritten Person (po) kann für „er, sie, es“ verwendet werden. Nur wenn es betont werden soll, kann das Geschlecht mit einer zusätzlichen Endung angegeben werden:
- poan (er) aus po und -an (männlich)
- poe (sie) aus po und -e (weiblich)

### Kasus
Als Subjekt bezeichnet man den Urheber einer Handlung, dieser wird im Deutschen mit „wer (oder was)?“ (1. Fall, Nominativ) erfragt. In Na’vi wird allerdings eine Unterscheidung vorgenommen, je nachdem ob das Verb, das diese Handlung ausdrückt, transitiv (mit Objekt) oder intransitiv (ohne Objekt) verwendet wird.
- Das Subjekt eines intransitiven Verbs wird nicht extra gekennzeichnet.

- Das Subjekt eines transitiven Verbs erhält die Endung -l oder -ìl, den dazugehörigen Fall nennt man Ergativ.
- Für das Akkusativ-Objekt (4. Fall) verwendet man die Endung -t(i) oder -it.

Beispiele:
```
Oe-l nga-ti kameie.
Ich-Erg. du-Akk. sehen.
Ich sehe dich.

```

```
Ayoe ngar(u) srung sivi.
Wir (alle) du-Dat. Hilfe machen.
Wir alle helfen dir.

```

Für weitere Erläuterungen, wann ein Verb transitiv oder intransitiv ist, siehe Transitivität und Intransitivität.
- Genitiv (wessen): -yä oder -ä
- Dativ (wem): -r(u) oder -ur
- Topic-Marker, Bezeichnung des Handelnden als eine Art Betonung: -ri oder -ìri

Bei dem letztgenannten Marker fällt der eigentliche Fallmarker weg und das Wort wird meist an den Satzbeginn gestellt.
Die Auswahl des richtigen Affixes bei mehreren angegebenen Möglichkeiten (z. B. -l oder -ìl für das Subjekt) hängt wahrscheinlich davon ab, ob ein Wort auf einen Vokal oder auf einen Konsonanten endet, jedoch wurden hierzu bisher keine exakten Regeln veröffentlicht.

## Pronomen

### Personalpronomen
Die Personalpronomen haben folgende Formen:
| Pronomen         | Singular | Dual  | Trial  | Plural        |
| ---------------- | -------- | ----- | ------ | ------------- |
| ich/wir (exkl.)  | oe       | moe   | pxoe   | ayoe          |
| wir alle (inkl.) | -        | oeng  | pxoeng | ayoeng, awnga |
| du/ihr           | nga      | menga | pxenga | aynga         |
| er/sie           | po       | mefo  | pxefo  | ayfo, fo      |

Als Singularformen gelten oe (ich), nga (du) und po (er/sie) ohne Genusunterscheidung.
Der Dual findet hier auch seine Anwendung und kombiniert sich wie folgend mit den Singularformen, moe (wir zwei), oeng (ich und du) und mefo (sie beide), analog dazu verhält sich der Trial.
Bei wir unterscheidet man, ob der Angesprochene mit eingeschlossen ist (inklusiv, in der Tabelle: wir alle), oder ob er nicht mit gemeint ist (exklusiv, in der Tabelle: ich/wir).

### Feierliche bzw. höfliche Formen
Als förmliche Formen der Pronomen existieren folgende Variationen:
- ohe (ich)
- ngenga (du)

### Possessivpronomen
Die Possessivpronomen werden aus den Personalpronomen gebildet und enden immer mit -eyä.
- oeyä (mein)
- ngeyä (dein)
- peyä (sein/ihr)
- ayoeyä (unser exkl.)
- awngeyä (unser inkl.)
- ayngeyä (euer)
- ayfeyä (ihr)

### Interrogativ- und Demonstrativpronomen
|           | Interrogativ    | Interrogativ            | Demonstrativ (nahe) | Demonstrativ (nahe)    | Demonstrativ (entfernt) | Demonstrativ (entfernt) | Negativ  | Negativ     | Alles    | Alles     | Anderes | Anderes          | Selbes  | Selbes             |
| --------- | --------------- | ----------------------- | ------------------- | ---------------------- | ----------------------- | ----------------------- | -------- | ----------- | -------- | --------- | ------- | ---------------- | ------- | ------------------ |
| Sache     | peu, ’upe       | „was? welche Sache?“    | fì’u                | „dieses“               | tsa’u                   | „jenes“                 | ke’u     | „nichts“    | fra’u    | „alles“   |         |                  | teng’u  | „dasselbe“         |
| Person    | pesu, tupe      | „wer?“                  | fìpo                | „dieser“               | tsatu                   | „jener“                 | kawtu    | „niemand“   | frapo    | „jeder“   | lapo    | „jemand anderes“ |         |                    |
| Art/Weise | pefya, fyape    | „wie?“                  | fìfya               | „so“                   |                         |                         |          |             |          |           |         |                  | tengfya | „auf dieselbe Art“ |
| Handlung  | pehem, kempe    | „wie? welche Handlung?“ | fìkem               | „diese (Handlung), so“ | tsakem                  | „jene (Handlung), so“   |          |             |          |           |         |                  |         |                    |
| Zeit      | pehrr, krrpe    | „wann?“                 | set                 | „jetzt“                | tsakrr                  | „dann“                  | kawkrr   | „nie“       | frakrr   | „immer“   |         |                  | tengkrr | „währenddessen“    |
| Grund     | pelun, lumpe    | „warum?“                |                     |                        |                         |                         |          |             |          |           |         |                  |         |                    |
| Ort       | peseng, tsengpe | „wo?“                   | fìtseng             | „hier“                 | tsatseng                | „dort“                  | kawtseng | „nirgendwo“ | fratseng | „überall“ |         |                  |         |                    |

Hinweis:
Entscheidungsfragen enden mit einer Art gesprochenem Fragezeichen srak, das am Ende der Frage steht.

## Adpositionen
Verhältniswörter können prinzipiell vor (Präposition) oder nach (Postposition) dem Bezugswort stehen und werden daher Adpositionen genannt.
Beispiel:
| Eywa         | hu  | nga | oder | Eywa | ngahu  |
| Eywa         | mit | du  | oder | Eywa | du-mit |
| Eywa mit dir |     |     |      |      |        |

Folgende Adpositionen sind bekannt, wobei einige von ihnen, wenn sie vor dem dazugehörenden Substantiv oder Pronomen stehen, Lenierung verursachen:
| ohne Lenierung |                                                        |
| äo             | unter                                                  |
| eo             | vor (räumlich)                                         |
| io             | über                                                   |
| uo             | hinter                                                 |
| fa             | mit Hilfe von                                          |
| ftu            | aus (direktional)                                      |
| hu             | mit (Begleitung)                                       |
| ka             | über, quer, kreuzend (etwas)                           |
| kip            | unter, zwischen, inmitten                              |
| fkip           | oben zwischen/inmitten (räumlich)                      |
| kxamlä         | durch (die Mitte von etwas)                            |
| lok            | nahe bei/an                                            |
| luke           | ohne                                                   |
| maw            | nach (zeitlich)                                        |
| mìkam          | zwischen (räumlich)                                    |
| mungwrr        | außer, ausgenommen                                     |
| ne             | nach, in Richtung (räumlich)                           |
| nemfa          | hinein                                                 |
| pxaw           | (um etwas) herum                                       |
| sìn            | auf, hinauf (?) [Bedeutung noch nicht festgelegt]      |
| ta             | von (verschiedene Verwendungen)                        |
| takip          | von/aus (in)mitten                                     |
| tafkip         | von/aus oben zwischen/inmitten (räumlich, direktional) |
| teri           | über, betreffend, bezüglich                            |
| vay            | bis (zeitlich)                                         |

| verursacht Lenierung |                                          |
| fpi                  | wegen, zugunsten, zuliebe, um ... willen |
| ìlä                  | via, durch, entlang, mit Hilfe (von)     |
| mì                   | in                                       |
| ro                   | an, bei (räumlich)                       |
| sre                  | vor (zeitlich)                           |
| wä                   | gegen (wie in: gegen etwas kämpfen)      |

## Adjektiv
Adjektive sind unveränderlich, haben also keine Mehrzahlformen. Sie werden mit einem a zwischen Substantiv und Adjektiv verbunden. Der Bindestrich im Beispiel steht nur zur Verdeutlichung:
| ngim-a                             | kilvan | oder | kilvan | a-ngim    |
| lang-attr                          | Fluss  | oder | Fluss  | lang-attr |
| der lange Fluss = ein langer Fluss |        |      |        |           |

Die Silbe a wird nur bei attributiver Verwendung eingeschoben, nicht aber in prädikativer Funktion, das heißt nicht zusammen mit dem Verb lu (sein).
Das a ist optional bei le-Adjektiven hinter einem Substantiv.
| trr             | lefpom    | oder | trr | a-lefpom       | oder | lefpom-a       | trr |
| Tag             | friedlich | oder | Tag | attr-friedlich | oder | friedlich-attr | Tag |
| friedlicher Tag |           |      |     |                |      |                |     |

## Verben
Die Verben werden je nach Tempus verändert, nicht aber nach der Person. Die Zeiten sind Vergangenheit, nahe Vergangenheit, Gegenwart (nicht markiert), Zukunft und nahe Zukunft. Es gibt zwei Stellungen für diese eingeschobenen Silben, zum einen nach den Anfangskonsonanten der vorletzten Silbe und zum anderen nach den Anfangskonsonanten der letzten Silbe.
| Perfektiv            | ol |
| Imperfektiver Aspekt | er |

| Futur              | ay            |
| Nahes Futur        | ìy            |
| Präsens            | (ohne Marker) |
| Nahe Vergangenheit | ìm            |
| Vergangenheit      | am            |

| Subjunktiv | iv |

Beispiele:
- taron, jagen (Präsens)
- t-ìm-aron, gerade gejagt haben (Perfekt)
- t-ay-aron, jagen werden (Futur)
- t-er-aron, dabei sein, zu jagen (Vorgang nicht beendet, imperfektiver Aspekt)
- t-ol-aron, gejagt haben (Vorgang beendet, perfektiv)
- t-ìrm-aron, gerade dabei gewesen sein, zu jagen (ähnlich unserem Präteritum)

Das letzte Beispiel tìrmaron zeigt die Kombination zweier Infixe (hier ìm und er).
Die folgenden beiden Silben stehen im Verb noch vor dem Zeit/Aspektmarker:
| Partizip I  | us  |
| Partizip II | awn |
| Reflexiv    | äp  |

Beispiele für Partizipien
- rey leben
  - r-us-ey lebend
  - ke-rusey tot (nicht lebend)

- tslam verstehen
  - tsl-us-am verstehend
  - txan-tslusam weise (viel verstehend)

Subjunktiv
Eine Art Konjunktiv oder Möglichkeitsform kann mit iv ausgedrückt werden:
- takuk schlagen
  - t-iv-akuk soll/sollte/würde schlagen

| oeri tìngayìl txe’lanit tivakuk           |              |            |              |
| oe-ri                                     | tìngay-ìl    | txe’lan-it | t‹iv›akuk    |
| ich-top                                   | Wahrheit-erg | Herz-akk   | treffen‹sjv› |
| Die Wahrheit soll/möge mein Herz schlagen |              |            |              |

Zusätzlich findet das Infix Verwendung in Verbindung mit Modalverben wie zene „müssen“, tsun „können“, new „möchten“ und fmi „versuchen“.
Stimmung/Affekt:
Die Stelle nach den Anfangskonsonanten der letzten Silbe kann mit den folgenden Affekt-Einschüben besetzt werden:
- ei (gerne), positive Stimmung
- äng (ungerne), negative Stimmung

- tar-ei-on (jagt gerne)
- tar-äng-on (jagt ungerne)

| Oel                  | ngati  | kam‹ei›e.     |
| ich-erg              | du-akk | sehen‹approb› |
| Ich sehe dich gerne. |        |               |

| Oel                    | ngati  | kam‹äng›e. |
| ich-erg                | du-akk | sehen‹pej› |
| Ich sehe dich ungerne. |        |            |

## Das Verb „sein“
Es gibt zwei Übersetzungen:
- Mit Substantiven oder Adjektiven: lu (ähnlich wie im Spanischen ser), drückt eine Eigenschaft aus (A ist B).
- Als Ortsangabe oder Existenz: tok (wie im Spanischen estar), lässt sich am besten mit „sich befinden“ oder „es gibt“ übersetzen, hat jedoch eine Denotation von „einen Raum einnehmen“ und ist transitiv, wodurch das sich befindende Subjekt im Ergativ und der Ort, als Objekt, im Akkusativ stehen muss.

Beispiele mit lu
| oe-ri         | toktor | lu   |
| ich-top       | Doktor | sein |
| Ich bin Arzt. |        |      |

| txep                | som  | lu   |
| Feuer               | heiß | sein |
| Das Feuer ist heiß. |      |      |

jedoch
| txep            | a-som     | oder | som-a     | txep  |
| Feuer           | attr-heiß | oder | heiß-attr | Feuer |
| das heiße Feuer |           |      |           |       |

Beispiele mit tok
| oe-l             | na’rìng-it | tok. |
| ich-erg          | Wald-akk   | sein |
| Ich bin im Wald. |            |      |

| sempul-ìl               | kelku-t      | tok. |
| Vater-erg               | zu.Hause-akk | sein |
| Der Vater ist zu Hause. |              |      |

## Zahlen

### Einleitung
Die Na'vi verwenden ein Zahlensystem mit der Acht als Basis, weil sie nur vier Finger an einer Hand haben, welches in den Zahlwörtern zum Ausdruck kommt. Unterschieden wird dabei zwischen Kardinal- und Ordinalzahlen. Im folgenden Abschnitt sind Oktalzahlen in der Form Oktalzahl8 angegeben, alle anderen Zahlen sind, sofern nicht anders genannt, dezimal zu verstehen.

### Kardinalia
Anfangs waren nur folgende Zahlen bekannt, wobei jedoch nicht bekannt war, ob der zugeordnete Wert dezimal oder oktal war:
’aw (1), mune (2), tsìng (4), vofu (16) und tsìvol (32).
Am 30. Januar 2010 gab Frommer via E-Mail weitere Hinweise zur Konstruktion der Zahlen, die weiter unten näher erläutert sind.
Am 18. Juni 2010 wurden weitere Definitionen veröffentlicht. Somit gibt es jetzt ein Zahlwort für null kew und Zahlwörter für die Ziffern acht ’eyt und neun nayn, Lehnwörter aus dem Englischen, die ausschließlich für dezimale Ziffernfolgen wie Telefonnummern zu verwenden sind und daher keinen eigentlichen Zahlwert haben.

#### Liste
| Wort  | oktal | deutsch | Präfix | Suffix* |
| kew   | 0     | null    |        |         |
| ’aw   | 1     | eins    |        | aw      |
| mune  | 2     | zwei    | me-    | mun     |
| pxey  | 3     | drei    | pxe-   | pey     |
| tsìng | 4     | vier    | tsì-   | sìng    |
| mrr   | 5     | fünf    | mrr-   | mrr     |
| pukap | 6     | sechs   | pu-    | fu      |
| kinä  | 7     | sieben  | ki-    | hin     |

| Wort   | oktal | deutsch  |
| ------ | ----- | -------- |
| vol    | 10    | acht     |
| volaw  | 11    | neun     |
| vomun  | 12    | zehn     |
| vopey  | 13    | elf      |
| vosìng | 14    | zwölf    |
| vomrr  | 15    | dreizehn |
| vofu   | 16    | vierzehn |
| vohin  | 17    | fünfzehn |

| Wort     | oktal | deutsch        |
| -------- | ----- | -------------- |
| mevol    | 20    | sechzehn       |
| mevolaw  | 21    | siebzehn       |
| mevomun  | 22    | achtzehn       |
| mevopey  | 23    | neunzehn       |
| mevosìng | 24    | zwanzig        |
| mevomrr  | 25    | einundzwanzig  |
| mevofu   | 26    | zweiundzwanzig |
| mevohin  | 27    | dreiundzwanzig |

#### Allgemeine Konstruktion

##### Zweistellige Oktalzahlen
Die allgemeine Konstruktion der Zahlwörter für Zahlen zwischen acht (108) und dreiundsechzig (778), also zweistellige Oktalzahlen, erfolgt nach folgendem Schema:
A × acht + B
Wobei an die Stelle von A die Präfixe kommen und an die Position von B die Suffixe, die in der obenstehenden Liste eingetragen sind. Dabei ist zu beachten, dass die „Vielfachen von acht“ Lenierung hervorrufen, die Suffixe sind in der Liste schon leniert angegeben.

##### Beispiel
Möchte man jetzt eine beliebige Zahl in dieses System umrechnen, muss man diese zerlegen.
Nimmt man beispielsweise dreiunddreißig (33), muss man als erstes das größte mögliche Vielfache von acht finden, das kleiner als dreiunddreißig ist, das heißt rechnerisch, 33 durch acht teilen und abrunden. Die resultierende vier wird anschließend an der Stelle des A verwandt.
Als Differenz zu dreiunddreißig erhält man eins, welches die Position B einnimmt.
Der in das Oktalsystem umgewandelte Wert entspricht dann AB8. In unserem Beispiel wird 3310 zu 418.
Um das ganze dann als Zahlwort darzustellen, nimmt man zum Wort für acht (vol) die entsprechenden Präfixe und Suffixe. Das Präfix für die Vier lautet tsì- und das Suffix für eins -aw. Damit ist dann das Zahlwort als ganzes tsìvolaw.

##### Vielstellige Oktalzahlen
Um noch größere Zahlen darzustellen, wird für die dritte Oktalstelle zam 64 (1008), für die vierte Stelle vozam 512 (8·64) (1.0008) und schließlich für die fünfte Stelle zazam 4096 (64·64) (10.0008). Jede dieser Stelle kann natürlich wieder die Faktoren von zwei bis sieben erhalten.

### Ordinalia
Ordnungszahlwörter werden aus den Kardinalia gebildet, indem ein -ve angehängt wird. Jedoch verkürzen sich die Zahlwörter an den Stellen, die mit kurz markiert sind.
| Wort   | deutsch       | deutsch |      |
|        |               |         |      |
| ’awve  | erste(r/s)    | 1.      |      |
| muve   | zweite(r/s)   | 2.      | kurz |
| pxeyve | dritte(r/s)   | 3.      |      |
| tsìve  | vierte(r/s)   | 4.      | kurz |
| mrrve  | fünfte(r/s)   | 5.      |      |
| puve   | sechste(r/s)  | 6.      | kurz |
| kive   | siebente(r/s) | 7.      | kurz |

| Wort    | deutsch         | deutsch |      |
| volve   | achte(r/s)      | 8.      |      |
| volawve | neunte(r/s)     | 9.      |      |
| vomuve  | zehnte(r/s)     | 10.     | kurz |
| vopeyve | elfte(r/s)      | 11.     |      |
| vosìve  | zwölfte(r/s)    | 12.     | kurz |
| vomrrve | dreizehnte(r/s) | 13.     |      |
| vofuve  | vierzehnte(r/s) | 14.     | kurz |
| vohive  | fünfzehnte(r/s) | 15.     | kurz |

## Syntax
Die Wortstellung ist ziemlich frei, das heißt, die Satzteile Subjekt (S), Verb (V) und Objekt (O) können in jeder Reihenfolge stehen: SVO, SOV, OVS, OSV, VSO, VOS.
Auch die Stellung von Substantiv und Ergänzungen (Adjektiv, Genitivattribut, Relativsatz) ist frei, wobei aber zwischen Substantiv und Adjektiv ein „a“ steht.
Die Negation wird mit ke gebildet, das vor dem entsprechenden Wort oder Satzteil steht. Bei Verben gibt es noch den Ausdruck rä'ä, der vor Verben einem Verbot entspricht (englisch do not).
Entscheidungsfragen enden mit srak, bzw. steht am Satzanfang srake. Ausrufe können mit nang markiert werden.
Die oben genannten Adpositionen können vor oder nach dem Hauptwort stehen. Vorangestellt bewirken einige von ihnen die Lenisierung des Anfangskonsonanten, zum Beispiel mì („in“). Wenn sie nach dem Substantiv verwendet werden, dann verbinden sie sich zu einem Wort, zum Beispiel hu nga („mit dir“) zu ngahu.
Die Nachsilbe -ri/-ìri hebt das entsprechende Substantiv oder Pronomen hervor. Dieses steht meist am Satzanfang und hat keine weiteren Fallmarkierungen, das heißt, die übrigen Kasussuffixe werden dann unterdrückt.
Die Reihenfolge der Bestandteile einer Nominalphrase ist: Präposition Zahl-Wortstamm-Genusmarker-Kasuskennzeichen/Postposition. Mit Wortstamm ist die unmarkierte Grundform eines Substantives oder Pronomens gemeint. Entweder kann es eine Präposition/Postposition oder eine Fallmarkierung haben, aber nicht beides gleichzeitig.
Es gibt keine Artikel, das heißt „der/die/das“ und „ein/eine“ fallen in der Übersetzung weg. Bei Betonung können aber Wörter wie fi'u (dies) oder ’aw (eins) gebraucht werden.
Nebensätze können mit folgenden Konjunktionen eingeleitet werden:
- na (wie)
- to (als in Vergleichen, mehr/weniger als)
- san (Zitat, Hervorhebung)
- sìk (Zitat, Ende der Hervorhebung)
- sì (und, verbindet zwei Nomen)
- ulte (und, verbindet 2 Sätze)
- fu (oder)
- slä (aber)
- futa (dass)
- fte (so dass,  damit)
- fteke (damit nicht)
- txo (wenn, falls)
- a  (Relativpronomen)

Ein Relativsatz ist ein Attributivsatz in Bezug zu einem Substantiv, im Deutschen beginnt dieser Satztyp mit einem flektierten Relativpronomen („der/die/das“).
Beispiel für einen Relativsatz: tute a taron („eine Person, die jagt“).
Ein Relativsatz kann aber als Partizip übersetzt werden: „eine jagende Person“.

## Einige Redewendungen
| Deutsch                            | wörtlich                                                     | Na’vi                    |
| ---------------------------------- | ------------------------------------------------------------ | ------------------------ |
| Hallo                              | -                                                            | kaltxì                   |
| Begrüßung an nahestehende Personen | „Ich sehe dich (gerne).“ (Positiv -ei-)                      | oel ngati kam(ei)e       |
| Tschüss/Auf Wiedersehen            | „(Wir) werden (uns) (bald) sehen.“ (Subjunktiv-Futur -ìyev-) | kìyevame                 |
| Danke                              | -                                                            | irayo                    |
| Bitte                              | -                                                            | rutxe                    |
| Entschuldigung                     | „Mir sei Vergebung/möge Vergebung sein.“ (Subjunktiv -iv-)   | oeru txoa livu           |
| Geht es dir gut?                   | „Hast du Wohlbefinden/Ist dir Wohlbefinden zuteil?“          | ngaru lu fpom srak?      |
| Nicht schlecht                     | -                                                            | tsun tivam               |
| Die Göttin sei mit dir             | „Eywa mit dir.“                                              | Eywa ngahu               |
| Ich weiß                           | -                                                            | oel omum                 |
| Verstanden                         | - (Perfektiv -ol-)                                           | tslolam                  |
| Alles Gute zum Geburtstag!         | −                                                            | Ftxozäri aylrrtok ngaru! |
| Ich liebe dich.                    | -                                                            | Nga yawne lu oer!        |

## Wortbildung
Mit Hilfe von Prä- und Suffixen lassen sich aus Wörtern andere Wortarten bilden.
Allerdings lässt sich nicht generell vorhersagen, welche Bedeutung resultiert, wodurch prinzipiell jedes der Konstrukte lexikalisch erfasst werden muss.
Adjektive können vom Substantiv mit le- abgeleitet werden:
| hrrap  | lehrrap    |
| Gefahr | gefährlich |

Abstrakta können von Verben und Adjektiven mit tì- gebildet werden:
| rey   | tìrey |
| leben | Leben |

| ngay | tìngay   |
| wahr | Wahrheit |

An dem Beispiel rol für „singen“ lässt sich zeigen, dass sich eine andere als zu erwartende Bedeutung ergeben kann:
| rol    | tìrol                               |
| singen | Lied (nicht „Singen“ oder „Gesang“) |

Es gibt jedoch auch Beispiele dafür, dass diese Vorsilbe auch auf ein Substantiv angewendet wird:
| ’eylan | tì’eylan     |
| Freund | Freundschaft |

Personen, die mit einer Handlung assoziiert sind, werden mit -tu bezeichnet, wodurch eine Art aktiver Agens erzeugt wird, es wird mit allen Wortarten außer Verben verknüpft:
| pamtseo | pamtseotu |
| Musik   | Musiker   |

| kxu             | kxutu |
| Schaden, Unheil | Feind |

Wie man sieht, kann die Bedeutung einen gewissen Wandel vollziehen, jedoch auch ein passiver Agens kann resultieren, zudem ist auffällig, dass hier ein Verb modifiziert wird:
| spe’e  | spe’etu    |
| fangen | Gefangener |

Um diesen Agens aus Verben zu bilden, wird ein -yu angehängt:
| taron | taronyu |
| jagen | Jäger   |

| kar    | karyu  |
| lehren | Lehrer |

Adverbien werden mit nì- gebildet.
| ftue    | nìftue                      |
| einfach | auf einfache Weise, einfach |

Verben können mit si („tun, machen“) vom Substantiv abgeleitet werden, die allesamt intransitiv werden:
| kelku          | kelku si      |
| Heim, zu Hause | wohnen, leben |

| nari | nari si                    |
| Auge | aufpassen, vorsichtig sein |